# Prospalta pauperata
Prospalta pauperata är en fjärilsart som beskrevs av Walker 1858. Prospalta pauperata ingår i släktet Prospalta och familjen nattflyn. Inga underarter finns listade i Catalogue of Life.